# 鲁斯卢瓦
鲁斯卢瓦（法語：Rousseloy，法語發音：[ʁus(ə)lwa]）是法国瓦兹省的一个市镇，属于克莱蒙区。

## 地理
鲁斯卢瓦（49°17'57"N, 2°23'34"E）面积3.9 平方千米，位于法国上法蘭西大區瓦兹省，该省份为法国北部内陆省份，北起索姆省，西接厄尔省和滨海塞纳省，南至塞纳-马恩省和瓦兹河谷省，东临埃纳省。
与鲁斯卢瓦接壤的市镇（或旧市镇、城区）包括：康布罗讷莱克莱蒙、比里、科夫里、莱涅维尔、梅洛、圣瓦斯特莱梅洛。
鲁斯卢瓦的时区为UTC+01:00、UTC+02:00（夏令时）。

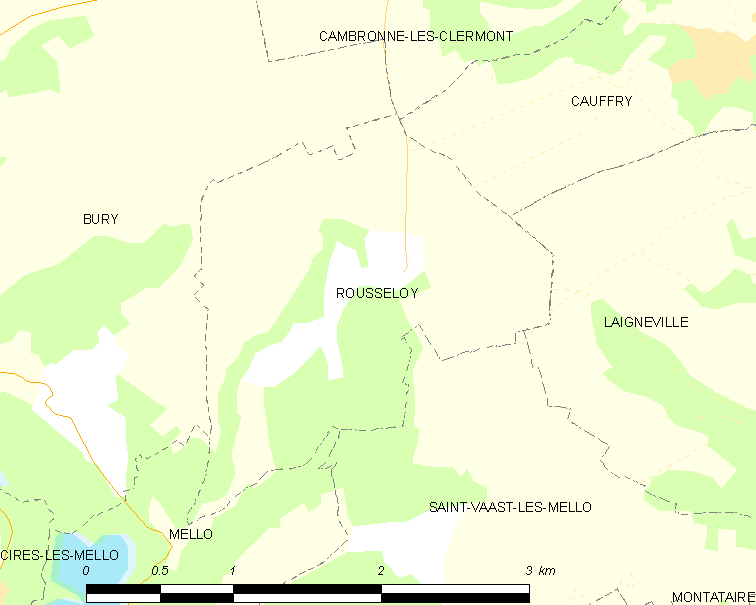
鲁斯卢瓦的OSM定位图

## 行政
鲁斯卢瓦的邮政编码为60660，INSEE市镇编码为60551。

## 政治
鲁斯卢瓦所属的省级选区为蒙塔泰尔县。

## 人口

1962-2008年间鲁斯卢瓦人口变化图示

鲁斯卢瓦于2022年1月1日时的人口数量为283人。